# Tuttle (Familienname)
Tuttle  ist ein englischsprachiger Familienname.

## Herkunft und Bedeutung
Der Name Tuttle ist vermutlich skandinavischen Ursprungs und kam im 9. oder 10. Jahrhundert mit den Siedlungsbewegungen und Eroberungen der Dänen und Norweger nach Britannien.
Im Kern geht der Name auf das altnordische Wort ketíll für einen Kochkessel zurück, aus dem sich der englische Name Kettle entwickelte. Aus diesem wiederum ging in Kombination mit dem Wort Thor das Wort thorketíll für den Kessel des Gottes Thor hervor, von dem sich über zwanzig verschiedene Familiennamen wie Thurkill, Thirkill, Tuttle oder auch Turtle ableiten lassen.

## Namensträger
- Charles E. Tuttle (1915–1993), US-amerikanischer Verleger
- Charles H. Tuttle (1879–1971), US-amerikanischer Jurist und Politiker
- Charles Wesley Tuttle (1829–1881), US-amerikanischer Astronom und Historiker
- Elaina Marie Tuttle (1963–2016), US-amerikanische Ornithologin und Verhaltensforscherin
- Elbert Tuttle (1897–1996), US-amerikanischer Jurist
- Frank Tuttle (Regisseur) (1892–1963), US-amerikanischer Filmregisseur
- Frank Tuttle (Künstler) (* 1951), US-amerikanischer Künstler
- Frank A. Tuttle (1905–1969), US-amerikanischer Filmausstatter
- Fred Tuttle (1919–2003), US-amerikanischer Milchbauer, Schauspieler und Politiker
- Hiram Tuttle (1882–1956), US-amerikanischer Dressurreiter
- Hiram A. Tuttle (1837–1911), US-amerikanischer Politiker
- Horace Parnell Tuttle (1837–1923), US-amerikanischer Astronom
- James Tuttle (Rugbyspieler) (* 1996), australischer Rugby-Union-Spieler
- James M. Tuttle (James Madison Tuttle; 1823–1892), US-amerikanischer General
- James P. Tuttle, australischer Entomologe
- Julia Tuttle (1849–1898), US-amerikanische Geschäftsfrau
- Karen Tuttle (1920–2010), US-amerikanische Bratschistin und Musikpädagogin
- Lisa Tuttle (* 1952), US-amerikanische Schriftstellerin
- Lurene Tuttle (1907–1986), US-amerikanische Schauspielerin
- Lyle Tuttle (1931–2019), US-amerikanischer Tätowierer
- Merlin Tuttle (* 1941), US-amerikanischer Mammaloge
- Molly Tuttle (* 1993), amerikanische Bluegrass-Musikerin
- Orville Frank Tuttle (1916–1983), US-amerikanischer Mineraloge und Geochemiker
- Perry Tuttle (* 1959), US-amerikanischer American-Football-Spieler
- Richard Tuttle (* 1941), US-amerikanischer Bildhauer, Zeichner und Objektkünstler
- Robert H. Tuttle (* 1943), US-amerikanischer Diplomat
- Seth Tuttle (* 1992), US-amerikanischer Basketballspieler
- Shy Tuttle (* 1995), US-amerikanischer American-Football-Spieler
- Tiana Tuttle, US-amerikanische Schauspielerin
- Tricia Tuttle (* 1970), US-amerikanische Filmfestivaldirektorin, Autorin und Journalistin
- Wesley Tuttle (1917–2003), US-amerikanischer Country-Musiker
- William Tuttle (Schwimmer) (1882–1930), US-amerikanischer Schwimmer und Wasserballspieler
- William Tuttle (Trainer), US-amerikanischer Leichtathletiktrainer
- William Tuttle (Maskenbildner) (1912–2007), US-amerikanischer Maskenbildner
- William E. Tuttle (1870–1923), US-amerikanischer Politiker
- William G. T. Tuttle junior (1935–2020), US-amerikanischer General